# Архипелаг Гото
Архипелаг Гото (јап. 五島列島, у преводу Пет острва) је јапански архипелаг у Источном кинеском мору, на западној обали острва Кјушу. Острва припадају префектури Нагасаки.

## Географија
Архипелаг Гото има преко 140 острва, од тога 5 већих (од југа према северу):
- Фукуе,
- Хисака (јап. 久賀島),
- Нару,
- Вакамацу (јап. 若松島),
- Накадори (јап. 中通島).[3]

| ГотоНагасаки Положај острва Гото на мапи Јапана. |  | ВакамацуНаруНагасакиФукуеЦушимаНакадориХисака Острва Гото на мапи Кјушуа. |

## Историја
Током Сенгоку периода (1467-1600) острва Гото била су озлоглашено упориште јапанских пирата, и локално становништво већином је живело од гусарења на мору и нападања приобалних подручја Кореје и Кине. Господар архипелага Гото Сумихару учествовао је у јапанској инвазији Кореје (1592) са преко 700 својих вазала: 225 самураја, 280 морепловаца и 200 радника.